# Ère Jōtoku
L'ère Jōtoku (en japonais : 承徳) est l'une des ères du Japon (年号, nengō, littéralement « le nom de l'année ») suivant l'ère Eichō et précédant l'ère Kōwa s'étendant de mois de novembre 1097 au mois d'août 1099. L'empereur régnant alors est Horikawa-tennō (堀河天皇).

## Changement de l'ère
- 16 janvier 1097 Jōtoku gannen (承徳元年?) : Le nom de la nouvelle ère est créé pour marquer un événement ou une série d'événements. L'ère précédente se termine là où commence la nouvelle, en Eichō 2, le 21e jour du 11e mois de   1097[2].

## Événements de l'ère Jōtoku
- 1097 (Jōtoku 1, 1er mois) : Le dainagon Minamoto no Tsunenobu meurt à l'âge de 82 ans[3].
- 1097 (Jōtoku 1, 4e mois) : L'empereur visite le temple à Gion[3].
- 1097 (Jōtoku 1, 10e mois) : L'empereur rend visite à la résidence du régent  kampaku, Fujiwara no Moromichi[3].

| Jōtoku    | 1er  | 2e   |
| Grégorien | 1096 | 1097 |